# Lijst van Tahitiaanse partners van de opvarenden van de HMAV Bounty
Dit artikel bevat een overzicht van de Tahitiaanse vrouwen die zich met de mannen van de HMAV Bounty op het eiland Pitcairn vestigden na afloop van de beroemde Muiterij op de Bounty.

## Faahotu
Faahotu (Tahiti? - Pitcairn ca. 1791) was de partner van John Williams. Mareva was ook bekend als:
- Fasto - van Engels: "fast" = snel. Dit kan zowel snel ter been betekenen als 'snel' in meer seksuele zin.
- Fa' Ahuto - Productief zijn; ook de naam van een Polynesische godin of de eerste Polynesische vrouw bij de schepping.

Over Faahuto is weinig bekend daar zij niet lang geleefd heeft na haar aankomst op Pitcairn. De oorzaak van Fasto's overlijden is onduidelijk: in haar interviews gaf Teehuteaunua aan dat zij overleden zou zijn aan scrofulose in haar nek, terwijl een bezoeker, kapitein Beechey, vermeldt dat ze van een klip was gevallen bij het eieren rapen. De gevolgen van haar overlijden waren echter groot doordat er op Pitcairn een vrouwentekort was. Na haar dood besloten de Europeanen om Tinafanaea, de echtgenote van Titahiti en Oha aan Williams te geven, wat een van de aanleidingen was van het bloedbad op Pitcairn in september 1793.
Faahotu had geen kinderen.

## Mareva
Mareva (Tahiti - Pitcairn tussen 1808 en 1814) was de gelijktijdige partner van drie mannen; Menarii, Teimua en Niau. Zij was ook bekend als: Malewa en Moetua (haar naam in Nordhoff & Halls roman Mutiny on the Bounty). Er wordt soms gesuggereerd dat Mareva gekidnapt werd naar Pitcairn en hoewel dit goed mogelijk is, is er geen bewijs voor.
Nadat haar Tahitiaanse mannen waren gedood in september 1793, trokken Mareva en Tinafanaea in bij Vahineatua en John Adams. Zij was nog in leven in 1808, toen het schip Topaz Pitcairn aandeed en niet meer in 1814 toen de Tagus daar kwam. Zij had geen kinderen.

### Film
Lorna Thayer speelt Mareva in de film The Women of Pitcairn Island (1956)

## Maimiti
Maimiti (Tahiti ? - Pitcairn 14 sept 1841) was de partner van Fletcher Christian en later van Edward (Ned) Young.
Zij was bekend onder een aantal (bij)namen:
- Maua Tua - berggeest
- Mi-Mitti - ziek, zee
- Ma Vatua - met zeeziekte
- Isabella - Engels: mogelijk genoemd naar de vrouw van een neef van Christian (Isabella Curwen)
- Mainmast - Engels: omdat zij vrij lang was.

Zij was waarschijnlijk de dochter van een hoofd van de zogenoemde ra'atira-rang. Zij leefde met Fletcher Christian tijdens het 5 maanden durende verblijf van de Bounty op Tahiti en was zwanger van hem toen de Bounty op 4 april 1789 Tahiti verliet voor de terugreis. Dit heeft misschien mede een rol gespeeld in het ontstaan van de muiterij. Op 16 juni 1789 trouwde zij met Fletcher Christian op Tahiti. Toen zij later in 1789 met Christian zeil zette op de Bounty was zij misschien al rond de 35 jaar oud.
Zij was Fletcher Christian toegewijd tot aan zijn dood op 20 september 1793. Zij had 3 kinderen met Fletcher Christian:
- Thursday October Christian (geb. 1790),
- Charles Christian (geb. 1792),
- Mary Ann Christian (geb. 1793).

Volgens de legende beviel Maimiti van haar dochtertje Mary Ann op de dag dat haar man Fletcher Christian door de Polynesische mannen werd vermoord.
Na zijn dood trok zij in bij Edward (Ned) Young met wie zij drie kinderen kreeg:
- Dorothy Young (geb. 1794),
- Edward Young (geb. 1797),
- James Young (geb. 1799).

Zij stierf in een epidemie, kort na het bezoek van Capt. George Gardner, in 1841. Zij was toen waarschijnlijk 80 of 90 jaar oud. Van de Tahitiaanse vrouwen was toen alleen Teraura nog over.

### Films
Het karakter van Maimiti speelt een belangrijke rol in alle verfilmingen van de Muiterij op de Bounty.
Zij wordt opeenvolgend gespeeld door:
- Patricia Penman in de film In the wake of the Bounty uit 1933 met Errol Flynn als tegenspeler.
- Mamo Clark in de film Mutiny on the Bounty uit 1935 met Clark Gable als tegenspeler.
- Tarita-tumi Terriipala in de film Mutiny on the Bounty uit 1962 met Marlon Brando als tegenspeler (Brando en Tarita trouwen na de film, zijn eerste vrouw, Movita Castenada speelt de rol van Tehani in de film uit 1935).
- Tevaite Vernette in de film The Bounty uit 1984 met Mel Gibson als tegenspeler.

Alleen Tarita en Tevaite waren Tahitaanse vrouwen.
- Lynn Bari speelt de rol in de film The Women of Pitcairn Island uit 1956

## Obuarei
Obuarei (Tahiti?-Pitcairn 1793)
Zij vertrekt vanuit Tahiti als partner van Isaac Martin, maar komt op Pitcairn aan als partner van John Adams.
Zij is bekend onder de namen:
- Opu Arai - maag/hart - bidden/smeken
- Opua Rei - vestigen, bloemenketting
- Opuole -
- Obuarei/Puarei - zoals uitgesproken door de Europeanen
- Bal'Hadi - Engels 'bald headed' (met een kaal hoofd).

Obuarei komt om het leven wanneer zij tijdens het verzamelen van eieren van een klip valt. Haar dood trok een grote wissel op het al bestaande vrouwentekort op Pitcairn en was mede aanleiding tot de moordpartij tussen de Europeanen en Polynesische mannen op Pitcairn.
Zij had geen kinderen.

## Taio
Taio (Tahiti ? - Pitcairn, 14 maart 1829)
Zij ging naar Tubuai als partner van Thomas McIntosh, die echter op Tahiti achterbleef toen de Bounty voor het laatst wegvoer. Teio was toen aan boord en misschien was dit niet vrijwillig. Zij kwam op Pitcairn aan als de partner van William McCoy en zij bracht toen als enige een kind mee (Sully) van een Tahitiaanse vader. Later is zij de partner van John Adams.
Zij was bekend onder een aantal (bij)namen:
- Mary - Engels: waarschijnlijk gegeven door McCoy.
- Taio - vriend
- Teio - Waarschijnlijk Taio in McCoys accent
- Sore Mummy - Engels: oorsprong onbekend.

Teio had twee kinderen bij McCoy:
- Daniel McCoy (1792-26 dec 1832)
- Catherine McCoy (1799- 8 juni 1831)

Na de dood van haar partner McCoy in 1798 is er een paar jaar weinig bekend over Taio. Duidelijk is dat zij na de eeuwwisseling maar waarschijnlijk al eerder bij Adams intrekt. Zij wordt erkend als zijn partner sinds 1803.
Teio had 1 kind met Adams:
- George Adams (6 juni 1804-19 oktober 1873).

Zij was al gedeeltelijk blind en ziekelijk toen Adams met haar trouwde op 17 december 1825.
Zij overleed 9 dagen na haar echtgenoot Adams, op 14 maart 1829.

## Teatuahitea
Teatuahitea (Tahiti ?-Pitcairn 1808/1814) was de partner van William Brown. Het is onduidelijk of zij door de muiters was gekidnapt toen de Bounty voor de laatste keer Tahiti verliet.
Zij is ook bekend als:
- Tohimata
- Te Atua Hitia'A - De god van Hitia'A (een district op Tahiti)
- Te Rahu/Te Lahu - Het Tapa-lied. zie Tapa (stof)
- Tohi Mata - 'In het gezicht snijden'. Destijds een gebruikelijk ritueel op Tahiti als er zwaar getreurd werd.
- Sarah - Haar Engelse naam (Sarah was ook de naam die gegeven werd aan Sully, de dochter van Teio en aan Tevarua).

Er is weinig bekend van Teatuahitea omdat zij waarschijnlijk in sommige teksten verward wordt met Teehuteatuaonoa. Na de dood van haar partner op 'Slachtingsdag' 20 september 1793, trok zij met Teio in bij William McCoy. Zij verleidde Tetahiti na de moord op haar echtgenoot, zodat Teraura hem met een bijl kon ombrengen.
Zij stierf voor 1814 aan 'waterzucht'. Of dit wijst op hartlijden dan wel een leveraandoening is onbekend. Zij had geen kinderen.

## Teehuteatuaonoa
Teehuteatuaonoa (Tahiti?-Tahiti ca. 1831) was de partner van Isaac Martin.
Zij was bekend onder de namen:
- Teehuteatuaonoa - iemand met problemen, rottend fruit
- Jenny - haar Engelse naam

Op Tahiti was zij de partner van John Adams en op haar linkerarm had zij getatoeëerd: 'AS 1789'. Alexander Smith was de eigenlijke naam van John Adams. Voor Adams was zij de belangrijkste reden aan de muiterij deel te nemen. Zij was nog steeds aan hem gekoppeld tijdens de eerste vestigingspoging op Tubuai. Klaarblijkelijk is er op de Bounty echter door Martin en Adams van vrouw geruild. Teehuteatuaonoa was een zeer intelligente, maar koppige, emotionele vrouw en misschien had Adams genoeg van haar.
Teehuteatuaonoa is waarschijnlijk altijd ongelukkig geweest met haar verblijf op Pitcairn, weliswaar komt dit tevens door het feit dat zij kinderloos bleef. Na de dood van haar man op 'Slachtingsdag' (20 september 1793) wil zij enkel nog maar Pitcairn verlaten en geeft zij leiding aan de (mislukte) poging van de Tahitiaanse vrouwen om het eiland per sloep te verlaten.
Uiteindelijk verlaat zij Pitcairn op het schip Sultan naar Nuku Hiva en na een driemaands verblijf daar gaat ze terug naar Tahiti.
Ook op Tahiti lijkt zij niet gelukkig; zij wordt beschreven als een gedesillusioneerde vrouw met een gebroken hart, die niet meer kan aarden in Tahiti, wat inmiddels erg veranderd is. Er wordt beweerd dat zij in 1831 weer een ontmoeting heeft met de tijdelijk gerepatrieerde Pitcairners en zij zou kort daarop gestorven zijn, maar Otto von Kotzebue beschrijft dat zij op Tahiti heimwee had naar Pitcairn en hij verwachtte dat zij zeker met hen teruggegaan zou zijn naar Pitcairn als zij in 1831 nog geleefd zou hebben.
Het belang van Jenny in de geschiedenis van Pitcairn is dat zij een paar keer geïnterviewd is. Tot 1956 moest er vertrouwd worden op de verhalen van John Adams en hij had misschien redenen om een andere draai aan het verhaal te geven. Niemand van de vrouwen op Pitcairn was geïnterviewd. In 1956 ontdekt Professor Henry E. Maude twee krantenartikelen gebaseerd op interviews met Teehuteatuaonoa.
Het eerste artikel is van een anonieme auteur en wordt gepubliceerd in de Sydney Gazette van 17 juli 1819. Het tweede artikel was gebaseerd op een verslag gedicteerd aan dominee Henry Nott in aanwezigheid van Kapitein Peter Dillon die het publiceerde in de Bengal Hurkaru van 2 oktober 1826. Teehuteatuaonoa is ook geïnterviewd door Otto von Kotzebue in maart 1824.
Mogelijk heeft ook een interview in de Calcutta gazette gestaan

## Teraura
Teraura (Moorea? ca. 1774- Pitcairn 15 juni 1850) was de partner van Edward (Ned) Young.
Zij was bekend onder een aantal namen:
- Susannah- Haar Engelse naam.
- Tera Ura - Heilige dans.
- Mata Ohu - Gebogen gezicht.
- Doubit - Engels: 'my two', waarschijnlijk afkomstig van Young, die een sterk voorstander was van polygamie.
- Taoupiti - Tahitiaanse uitspraak van Doubit

Teraura was waarschijnlijk geboren op Moorea, het zustereiland van Tahiti. Zij was zeer waarschijnlijk de dochter van een vooraanstaand stamhoofd. Het is onduidelijk of zij een van de vrouwen was die gekidnapt werd door Fletcher Christian en de overige muiters toen zij in 1789 Tahiti verlieten. Zij was met 15 de jongste van de vrouwen die op Pitcairn aankwamen en zij was met 75 in 1850 de laatst overlevende Tahitiaanse vrouw op Pitcairn. Zij werd beschreven als 'petite' en zij lijkt nogal gewild te zijn geweest onder de mannen op Pitcairn, hoewel ze trouw was aan Edward Young.
Teraura speelt een centrale rol in de gebeurtenissen in de woelige jaren op Pitcairn. Nadat vijf van de muiters door de Polynesische mannen zijn gedood, probeert een van hen, Timoa, indruk op haar te maken met fluitspel, waarna hij door een jaloerse Menealee wordt doodgeschoten. Het is ook Teraura die Tetahiti met een bijl het hoofd afhakt terwijl hij na de moordpartij door Teatuahitea, de echtgenote van de vermoorde William Brown, wordt verleid.
Hoewel Teraura tot zijn dood in 1800 bij Edward Young blijft, heeft zij geen kinderen met hem. Op zich is dat opmerkelijk omdat Edward Young, een groot polygamist, 7 kinderen had, o.a. bij Maimiti en Faahotu, de weduwen van resp. Fletcher Christian en John Williams en Teraura wel een zoon heeft van de beruchte Matt Quintal. Dit heeft geleid tot speculatie dat Quintal werd omgebracht door John Adams en Young omdat Edward Young jaloers was. Teraura's verbondenheid met Young blijkt echter uit het feit dat zij haar kind Edward noemt.
In 1805, als er behalve John Adams al vijf jaar geen oorspronkelijke kolonisten meer op Pitcairn zijn, trouwt Teraura met Fletcher Christians eerstgeborene, Thursday October Christian. Thursday is dan 15 en Teraura 30. Samen hebben ze 7 kinderen. Tragiek blijft Teraura niet bespaard als in 1831, tijdens de gedoemde migratie naar Tahiti, haar man Thursday en drie van haar kinderen komen te overlijden waardoor zij opnieuw weduwe wordt.
Teraura wordt 75 en overlijdt op 15 juni 1850. De andere laatste overlevende van de groep die met de Bounty aankwam, Maimiti, is dan al 9 jaar dood. Zij wordt altijd beschreven als vriendelijk, met een hypnotische glimlach. Ze maakt de eerste 'Burning of the Bounty Day', 23 januari 1850 nog mee.
Kinderen:
Met Matthew Quintal
- Edward Quintal (1800 - 8 Sep 1841)

Met Thursday October Christian
- Joseph John Christian (1806 - Tahiti 24 nov 1831)
- Charles Christian ("Big Charlie") (Jan 1808 - Tahiti 25 Jun 1831)
- Mary Christian (1810 - 25/10/1852) Volgens overlevering een zeer mooie vrouw
- Polly Christian (1814 - Tahiti 16-5-1831)
- Artur Christian (geb 1815)
- Peggy Christian (1815 - Norfolk 12/5/1884)
- Thursday October Christian II (roepnaam "Duddie") (Pitcairn okt 1820 - Pitcairn 27/5/1911)

## Tevarua
Tevarua (Tahiti, 1774 - Pitcairn, 1799) was de partner van Matthew Quintal. Er zijn aanwijzingen dat Tevarua niet vrijwillig meeging naar Pitcairn, hoewel zij wel vrijwillig meeging naar Tubuai voor de eerste poging van de muiters om zich daar te vestigen.
Zij was bekend onder de volgende namen:
- Sarah - naar Quintals moeder: Sarah Leverton
- Teva Rua - de ziel
- Big Sullee - big Sally
- Sullee-Nui - big Sally

Tevarua was de vrouw op Pitcairn die het waarschijnlijk het zwaarst had. Zij werd regelmatig door Quintal mishandeld, maar was hem toch zeer toegewijd. Zij wordt derhalve ook wel gezien als het schoolvoorbeeld van een mishandelde vrouw. Zij had met Quintal vijf kinderen:
- Matthew Quintal II (geb. 1791)
- John Quintal (geb. 1792, als zuigeling gestorven)
- Jane Quintal (geb. 1795)
- Arthur Quintal (geb. 6 mei, 1795)
- Sarah Quintal (geb. 1797)

In 1799 bijt Quintal haar een oor af omdat zij bij het vissen niet genoeg gevangen heeft (voor ref. zie literatuur).
De dood van Tevarua is mysterieus. Duidelijk is dat zij omkwam door een val van een klip. Wellicht was dit een ongeluk, misschien heeft zij zich er zelf van afgegooid en misschien is zij door Quintal geduwd. Feit is dat zij ten val komt, vlak nadat Quintal verneemt dat Teraura zwanger van hem is.

### Film
Sonia Sorel speelt Tevarua in de film The Women of Pitcairn Island (1956)

## Tinafanaea
Tinafanaea (Tahiti/Tubuai ?-Pitcairn tussen 1808 en 1814) was de partner van Tetahiti and Oha.
Zij is ook bekend als:
- Nanai - Haar naam in Nordhoff & Halls roman Mutiny on the Bounty.
- Tinafornea - De manier waarop de Europeanen haar naam uitspraken.

Het is niet zeker of Tinafanea van Tahiti was, misschien was zij van Tubuai. Vrij zeker is echter dat zij vrijwillig meeging naar Pitcairn. Zij was misschien al getrouwd met Tetahiti voor zij met de Bounty meeging, maar op Pitcairn werd zij gedeeld door Tetahiti en Oha.
Na de dood van Obuarei, de partner van Adams, in 1793, werd zij door de Europeanen aan Adams gegeven. Dit was eerder ook gebeurd met Toofaiti, de echtgenote van Tararo, die aan John Williams gegeven was. Deze beide incidenten (en een oneerlijke landverdeling) leidden tot het bloedbad in september 1793, waarbij bijna de hele mannelijke bevolking van Pitcairn werd omgebracht.
Tinafanaea bleef in Adams' huis, ook nadat hij, na het bloedbad van 1793, Vahineatua, de weduwe van John Mills als partner nam. Tinafanaea is gestorven ergens tussen het bezoek van het schip Topaz (1808) en de schepen Briton en Tagus (1814). Zij had geen kinderen, waardoor geen van de Polynesische mannen afstammelingen heeft op Pitcairn.

## Toofaiti
Toofaiti (gestorven Tahiti 9 juni 1831) was ook bekend onder de namen:
- To Ofa Iti - "van steen"
- Hu Tia -"de onderbuik"
- Nancy - haar Engelse naam.

Zij kwam op Pitcairn als de partner van Tararo. Na de dood van Faahotu, de partner van John Williams, dreigde na een lange depressie Williams in 1793 per sloep het eiland te verlaten. Toofaiti werd toen door de Europeanen aan Williams gegeven. Dit was waarschijnlijk niet geheel en al tegen de zin van Toofaiti. Toen Tararo op wraak uit was, waarschuwde zij de Europeanen (door een lied te zingen). Mogelijk zou zij zelfs haar echtgenoot Tararo geprobeerd hebben te vergiftigen. Toofaiti is de enige van de Tahitaanse vrouwen naar wie een locatie op Pitcairn is vernoemd: "Nancy's Stone" een uit het water uitstekende rots aan de zuidoostkant van Pitcairn.
Bronnen lijken het er over eens dat zij nogal een intrigante was.
Na de dood van Williams op Slachtingsdag (20 september 1793) trekt zij in bij Edward Young. Met hem heeft zij vier kinderen:
- Polly Young, geb. ca. 1794
- George Young, geb. 1797
- Robert Young, geb. 1798
- William Young, geb. ca. 1799

## Vahineatua
Vahineatua (Tahiti? - Tahiti 29 april 1831) was de partner van John Mills.
Zij was bekend onder een aantal (bij)namen:
- Vahineatua- vrouw god/godin
- Prudence-haar Engelse naam

Het boek Fragile paradise van Glynn Christian noemt ook de namen:
- Paraha Iti
- Balhadi

De laatste naam is echter vrijwel zeker de bijnaam van Obuarei.
Ook over haar dood bestaat geen eensgezindheid. Fragile paradise beweert dat zij voor 1809 op Pitcairn gestorven is. Het is echter waarschijnlijker dat zij in 1831 op Tahiti als een van de eersten is gestorven tijdens de repatriatie van de Pitcairners. Ook over de oorzaak van haar dood bestaat verwarring. Volgens Teehuteatuaonoa (Jenny) is zij gestorven na tijdens een zwangerschap door een geit in de buik gestoken te zijn, maar dat betrof misschien Tinafanaea. De oorzaak van de sterfte op Tahiti waren infectieziekten die door de westerlingen waren meegebracht. Het Tahiti van 1831 was erg verschillend van het Tahiti van 1789: mensen stierven bij bosjes aan importziekten en de Pitcairners hadden hier zeker geen weerstand tegen.
Haar aanwezigheid aan boord van de Bounty was misschien niet vrijwillig. Misschien zou zij van haar oom 'gekocht' zijn voor een pond spijkers. Vahineatua wordt beschreven als een zeer mooie vrouw met roodachtig haar. Vrij snel na aankomst op Pitcairn is zij oorzaak van ruzie tussen John Mills en Matt Quintal omdat de laatste poogt haar te verkrachten. Zij was zeer verknocht aan Mills en hun relatie was voorbeeldig.
Zij hadden twee kinderen:
- Elizabeth Mills (1792- 6 Nov 1883)
- John Mills (1793-1814)

Na de moord op haar echtgenoot trekt zij in in het huishouden van John Adams met wie zij drie kinderen heeft:
- Dinah Adams (1796-18 jan 1864)
- Rachel Adams (1797-7 sept 1876)
- Hannah Adams (1799-27 aug 1864)

Dochter Rachel Adams wordt soms beschreven als een van de mooiste vrouwen van de Pacific.

### Films
Millicent Patrick speelt de rol van Prudence in de film The Women of Pitcairn Island (1956)